# 4-idrossibenzoato 3-monoossigenasi (NAD(P)H)
La 4-idrossibenzoato 3-monoossigenasi (NAD(P)H) è un enzima appartenente alla classe delle ossidoreduttasi, che catalizza la seguente reazione:
4-idrossibenzoato + NAD(P)H + H+ + O2 ⇄ 3,4-diidrossibenzoato + NAD(P)+ + H2O
L'enzima è una flavoproteina (FAD). Quello di Corinebacterium cicloesanicum è altamente specifico per il 4-idrossibenzoato, ma utilizza NADH e NADPH approssimativamente nelle stesse quantità. È meno specifico per il NADPH rispetto al 4-idrossibenzoato 3-monoossigenasi, numero EC 1.14.13.2.
È coinvolto nella degradazione del 4-idrossibenzoato, catalizzando un'Idrossilazione, trasformandolo in protocateucato, un composto che può essere ulteriormente trasformato attraverso il ciclo del Catecolo.

## Applicazioni e Rilevanza
Biodegradazione ambientale; grazie alla capacità di trasformare il 4-idrossibenzoato in protocateucato, può essere usato in processi di biorisanamento per ripulire suoli e acque da sostanze chimiche difficili da degradare naturalmente
Biocatalisi industriale; usare la 4-idrossibenzoato 3-monoossigenasi per sintetizzare molecole organiche complesse è un approccio particolarmente apprezzato nell'ambito della chimica sostenibile, poiché consente di ridurre l'uso di solventi tossici e di ottenere reazioni altamente selettive (per chemo-, regio- e enantio- selettività) . È utilizzata in settori come quello farmaceutico, alimentare e cosmetico
Ricerca biotecnologica; la 4-idrossibenzoato 3-monoossigenasi è un modello ideale per studiare le interazioni tra enzimi e cofattori, come il Fad. Inoltre, grazie a tecniche di ingegneria proteica, è possibile sviluppare varianti enzimatiche ottimizzate per applicazioni specifiche. Questo rende l'enzima un candidato promettente per nuove biotecnologie.